# 牛嶋星羅
牛嶋 星羅（うしじま せいら、1997年12月16日 - ）は、熊本県出身の卓球選手。サンリツ所属。
Tリーグ 2022-23シーズンから2024-25シーズンまで、九州アスティーダ（現：九州カリーナ）、2025-26シーズンからは、木下アビエル神奈川に加入し参戦している。段級位は4段。

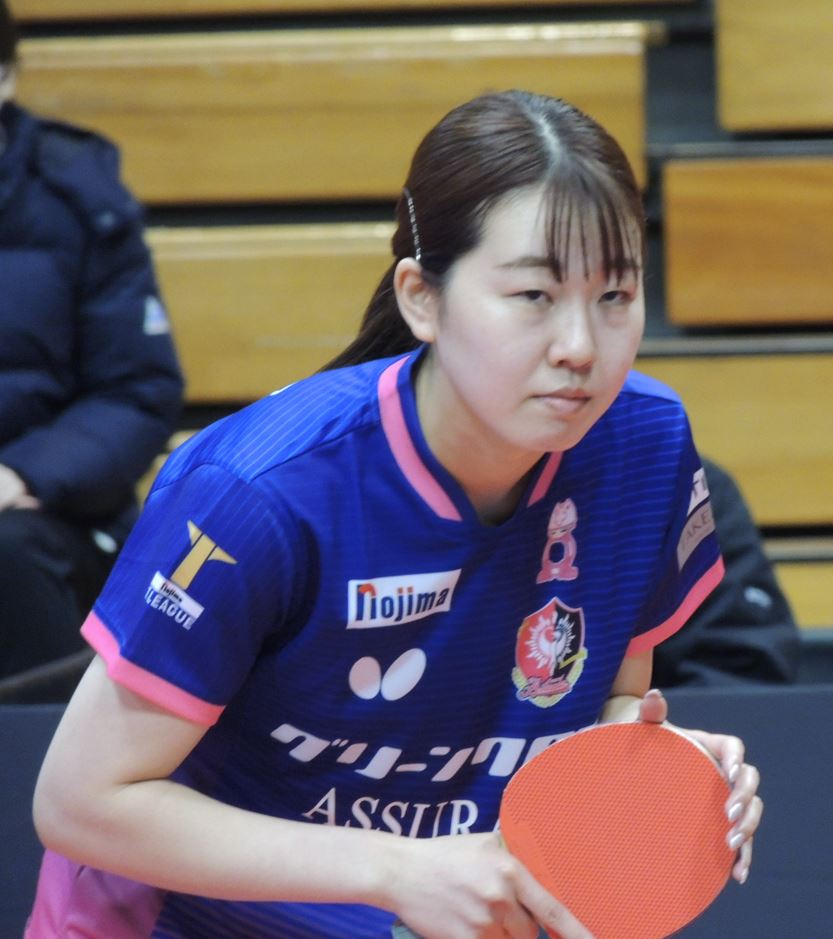
2024/12 Tリーグ

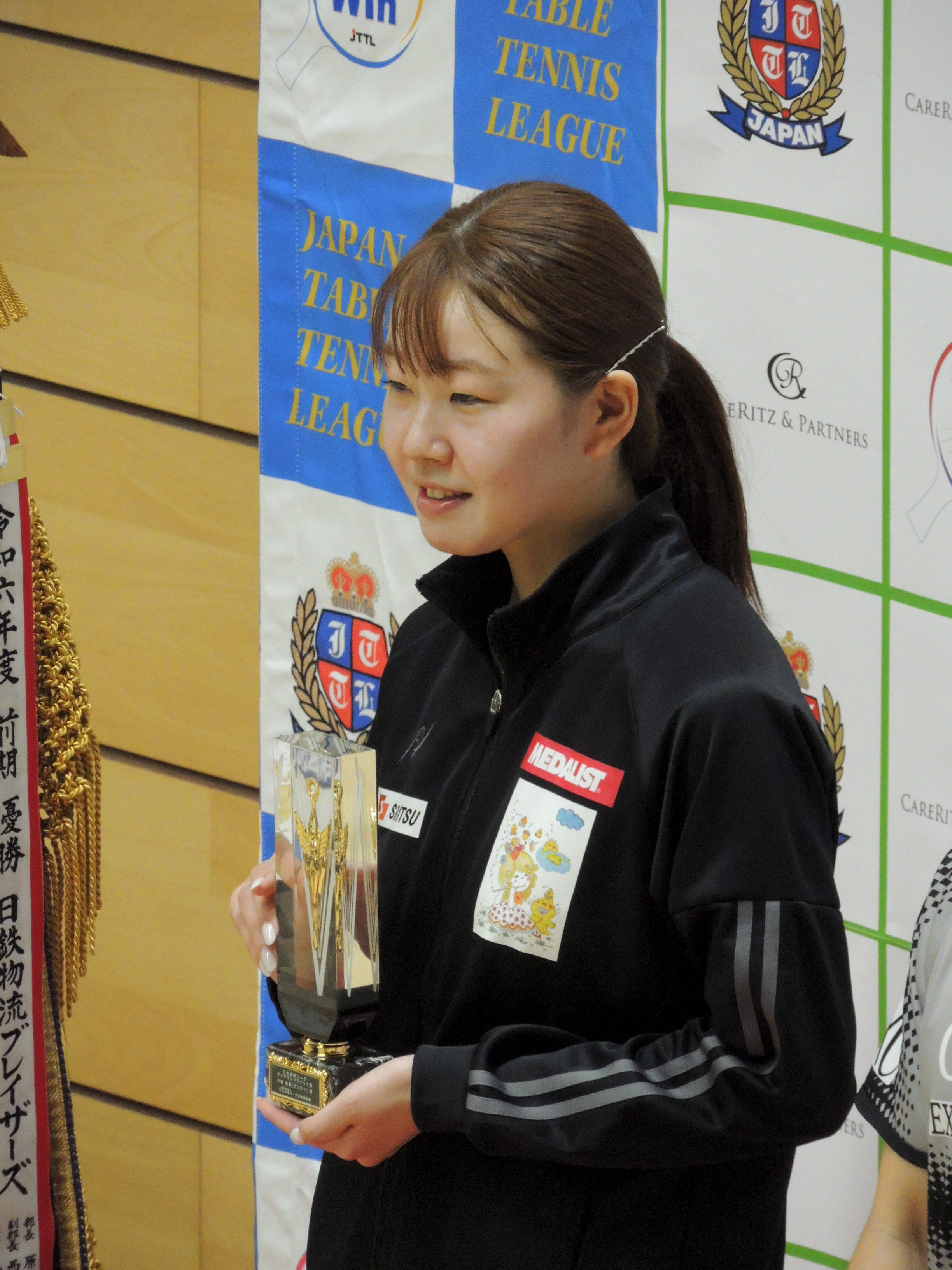
2024/11 後期日本卓球リーグ ダイヤモンドラケット賞受賞

## 経歴
熊本市の生まれ。小学3年から城山ひのくにJrで卓球を始め、熊本市立天明中学校、正智深谷高等学校を経て日立化成（商号変更：→昭和電工マテリアルズ→レゾナック）に入社。
Tリーグは、2022-23シーズンから2024-25シーズンまで、九州アスティーダ（現：九州カリーナ）に加入し参戦。
2024年度、サンリツに移籍。
2025年度は、NT候補選手に選出された。

Tリーグは、2025-26シーズンから、木下アビエル神奈川に加入し参戦。

## プレースタイル
右シェーク裏表カット主戦型で、長い手足から繰り出されるカットは美しく、強烈なスマッシュも魅力。

## 主な戦績
2007年
- 全日本卓球選手権大会（カブ）　シングルス 1回戦敗退

2008年
- 全日本卓球選手権大会（ホープス）　シングルス 2回戦敗退

2009年
- 全日本卓球選手権大会（ホープス）　シングルス 4回戦敗退
- 全日本卓球選手権大会（カデット）　13歳以下シングルス ベスト32

2010年
- 全日本卓球選手権大会（カデット）　13歳以下シングルス ベスト16
- 全国中学校卓球大会　シングルス 2回戦敗退

2011年
- 全国中学校卓球大会　シングルス ベスト32

2012年
- 全日本卓球選手権大会 シングルス 1回戦敗退
- 全日本卓球選手権大会（ジュニア） シングルス 4回戦敗退
- 全国中学校卓球大会　シングルス 3位

2013年
- 全日本卓球選手権大会 シングルス 1回戦敗退
- 全日本卓球選手権大会（ジュニア） シングルス 4回戦敗退
- ITTFエジプトジュニア＆カデットオープン シングルス 3位
- ITTFカナダジュニア＆カデットオープン シングルス 優勝

2014年
- 全日本卓球選手権大会（ジュニア） シングルス 3回戦敗退
- ITTFワールドツアー・チリオープン シングルス 3位、U21シングルス ベスト8
- インターハイ シングルス ベスト8

2015年
- 全日本卓球選手権大会 シングルス ベスト16
- 全日本卓球選手権大会（ジュニア） シングルス 4回戦敗退
- ジュニアナショナルチーム（ＪＮＴ）候補選手
- インターハイ シングルス 3位

2016年
- 全日本卓球選手権大会 シングルス ベスト32
- 全日本社会人卓球選手権大会 シングルス ベスト16

2017年
- 全日本卓球選手権大会 シングルス ベスト32
- 東京卓球選手権大会 シングルス 4回戦敗退
- 日本卓球リーグ選手権・ビッグトーナメント茨城大会 シングルス ベスト16
- 全日本社会人卓球選手権大会 シングルス ベスト32、ダブルス ベスト8（平真由香ペア）

2018年
- 全日本卓球選手権大会 シングルス 2回戦敗退
- 東京卓球選手権大会 シングルス ベスト8
- 日本卓球リーグ選手権・ビッグトーナメント仙台大会 シングルス ベスト32
- 全日本社会人卓球選手権大会 シングルス 3回戦敗退

2019年
- 全日本卓球選手権大会 シングルス ベスト32
- 東京卓球選手権大会 シングルス 3位
- 大阪国際招待卓球選手権大会 シングルス ベスト16
- 日本卓球リーグ選手権・ビッグトーナメント奈良大会 シングルス ベスト32
- 全日本社会人卓球選手権大会 シングルス ベスト32
- 後期日本卓球リーグ秋田大会 1部 優秀選手賞

2020年
- 全日本卓球選手権大会 シングルス 4回戦敗退
- 大阪国際招待卓球選手権大会 シングルス 3位
- 日本卓球リーグ ゴールデンラケット賞

2021年
- 全日本卓球選手権大会 シングルス 2回戦敗退
- 日本卓球リーグ選手権・ビッグトーナメント熊本大会 シングルス ベスト32
- 全日本社会人卓球選手権大会 シングルス 3回戦敗退

2022年
- 全日本卓球選手権大会 シングルス 3回戦敗退
- 日本卓球リーグ選手権・ビッグトーナメント福島大会 シングルス3位
- 日本卓球リーグ スーパーゴールデンラケット賞
- 後期日本卓球リーグ三重大会 1部 優秀選手賞

2023年
- 全日本卓球選手権大会 シングルス 4回戦敗退
- 全関東社会人卓球選手権大会 シングルス 優勝
- 東京卓球選手権大会 シングルス 優勝
- 日本卓球リーグ選手権・ビッグトーナメント茨城大会 シングルス ベスト8、ダブルス ベスト8（奥下茜里ペア）
- 前期日本卓球リーグ滋賀大会 1部 優秀選手賞
- 全日本社会人卓球選手権大会 シングルス 3回戦敗退

2024年
- 全日本卓球選手権大会 シングルス 4回戦敗退、ダブルス ベスト16（奥下茜里ペア）
- 大阪国際招待卓球選手権大会 シングルス ベスト8
- 東京卓球選手権大会 シングルス 3位
- 立川オープン卓球大会 シングルス 優勝
- 日本卓球リーグ選手権・ビッグトーナメント青森大会 シングルス ベスト16
- 前期日本卓球リーグ静岡大会 1部 優秀選手賞
- 後期日本卓球リーグ北海道大会 1部 優秀選手賞
- 日本卓球リーグ ダイヤモンドラケット賞

2025年
- 全日本卓球選手権大会 シングルス ベスト16
- 東京卓球選手権大会 シングルス 5回戦敗退
- 【前期】ナショナルチーム（ＮＴ）候補選手
- 日本卓球リーグ選手権・ビッグトーナメント山梨大会 シングルス ベスト16、ダブルス ベスト16（⽩⼭亜美ペア）

## 最高成績

### 女子シングルス
- 全日本卓球選手権大会 シングルス ベスト16（2016、2025）
- 全日本社会人卓球選手権大会 シングルス ベスト16（2016）
- 日本卓球リーグ選手権・ビッグトーナメント福島大会 シングルス3位（2022）
- 東京卓球選手権大会 シングルス 優勝（2023）
- 大阪国際招待卓球選手権大会 シングルス 3位（2020）
- 全関東社会人卓球選手権大会 シングルス 優勝（2023）
- 立川オープン卓球大会 シングルス 優勝（2024）
- インターハイ シングルス 3位（2015）
- ITTFカナダジュニア＆カデットオープン シングルス 優勝（2013）
- 全国中学校卓球大会　シングルス 3位（2012）
- 全日本卓球選手権大会（カデット）　13歳以下シングルス ベスト16（2010）

### 女子ダブルス
- 全日本卓球選手権大会 ダブルス ベスト16（奥下茜里ペア）（2024）
- 全日本社会人卓球選手権大会 ダブルス ベスト8（平真由香ペア）（2016）
- 日本卓球リーグ選手権・ビッグトーナメント茨城大会 ダブルス ベスト8（奥下茜里ペア） （2023）

## 日本卓球リーグ戦績
|     | シングルス | シングルス | ダブルス | ダブルス |
| 勝  | 負         | 勝         | 負       |          |
| --- | ---------- | ---------- | -------- | -------- |
| F4  | 3          | 2          | 0        | 2        |
| 1部 | 60         | 26         | 12       | 9        |
| 2部 | 0          | 0          | 0        | 0        |

※2025年前期日本リーグ終了時点

## Tリーグ戦績
|           | 所属チーム         | 背番号 | シングルス | シングルス | ダブルス | ダブルス |
| 勝        | 所属チーム         | 背番号 | 負         | 勝         | 負       |          |
| --------- | ------------------ | ------ | ---------- | ---------- | -------- | -------- |
| 2022-2023 | 九州アスティーダ   | #29    | 3          | 9          | 0        | 0        |
| 2023-2024 | 九州アスティーダ   | #23    | 0          | 3          | 1        | 0        |
| 2024-2025 | 九州アスティーダ   | #23    | 3          | 6          | 1        | 2        |
| 2025-2026 | 木下アビエル神奈川 | #23    |            |            |          |          |

## 世界ランキング
|        | 1月 | 2月 | 3月 | 4月 | 5月 | 6月 | 7月 | 8月 | 9月 | 10月 | 11月 | 12月 |
| ------ | --- | --- | --- | --- | --- | --- | --- | --- | --- | ---- | ---- | ---- |
| 2013年 |     |     |     |     |     |     | 124 | 123 | 94  | 93   | 92   | 106  |
| 2014年 | 103 | 104 | 104 |     | 96  | 97  | 94  | 95  |     |      |      |      |